# الاشجع (مذيخرة)

تعديل مصدري - تعديل

الاشجع محلة تابعة لقرية السودان، التابعة لعزلة حليان بمديرية مذيخرة إحدى مديريات محافظة إب في الجمهورية اليمنية، بلغ تعداد سكانها 100 حسب تعداد اليمن لعام 2004.